# Dentiporella
Dentiporella is een mosdiertjesgeslacht uit de familie van de Phidoloporidae en de orde Cheilostomatida. De wetenschappelijke naam ervan is in 1926 voor het eerst geldig gepubliceerd door Barroso.

## Soorten
- Dentiporella saldanhai Souto, Reverter-Gil & Fernández-Pulpeiro, 2010
- Dentiporella sardonica (Waters, 1879)